# Vzpomínky mi zůstanou
Vzpomínky mě zůstanou je studiové album Rudolfa Cortése, které vyšlo v roce 1988 jako LP.

## Seznam skladeb
1. "Setkání po letech" (h: V. Hála /t: K. Hynek)
2. "Ten, kdo nemá rád" (Burton Lane/E.Yip Harburg č.text: Jiří Voskovec, Jan Werich)
3. "S čertem si hrát" (Burton Lane/E.Yip Harburg č.text: Jiří Voskovec, Jan Werich)
4. "Na té svatbě tvojí" (h: / t: )
5. "S tebou" (F. Craig/Kermit. Goell č.t: Jiří Traxler)
6. "Starý mlýn" (h: / t: )
7. "Co ti mám říct" (h: / t: )
8. "" (h: / t:)
9. "Na shledanou" (h: / t:)
10. "Co ti dám k svátku" (h: / t: )
11. "Dobrou noc" (h: Zdeněk Petr / t: Vladimír Dvořák)
12. "Vystavím zeď kolem tebe" (h: / t: )
13. "Nelly Gray" (h: Benjamin Russel Hanby / t: Vladimír Dvořák)
14. "Až budeš má" (h: / t: )
15. "Váš dům šel spát" (h: Alfons Jindra / t: Vladimír Dvořák )
16. "Pokouším se zapomenout" (h: / t: )
17. "Kdybych tě neměl rád" (h: / t: )
18. "Vzpomínky mi zůstanou" (h: G. Gershwin / I. Gershwin č.t: Vladimír Dvořák)

## Další informace
Písně z let 1948–1958
- Vydal: Supraphon 11 0147-1 H, 1988